# Campotéjar
Campotéjar è un comune spagnolo di 1 423 abitanti situato nella provincia di Granada.